# Kebon Gede
Kebon Gede is een bestuurslaag in het regentschap Pemalang van de provincie Midden-Java, Indonesië. Kebon Gede telt 3116 inwoners (volkstelling 2010).